# Huawei Ascend P6
Huawei Ascend P6 là điện thoại thông minh được sản xuất bởi hãng Huawei. Nó được công bố vào ngày 18 tháng 6 năm 2013 tại một sự kiện ở London.

## Tổng quan
Mẫu máy hàng đầu của Huawei có thân máy bằng nhôm với kết cấu chải ở phía sau. Ascend P6 có sẵn các màu trắng, đen và hồng. Nó cũng có một dải kim loại màu bạc ở hai bên tương tự như iPhone 4 của Apple. Khe cắm sạc được đặt ở phía trên, nút nguồn và giắc cắm 3,5mm nằm ở cạnh phải trong khi khe cắm tai nghe cũng đóng vai trò là khe cắm chìa cho thẻ SD và khe SIM. Ascend P6 có lớp kính cường lực Corning Gorilla Glass cùng với màn hình với độ phân giải IPS-LCD 720p. Nơi này có một camera phía sau 8 MP và một camera phía trước 5 MP, và được hỗ trợ bởi một bộ xử lý Quad-Core 1.5 GHz với 2GB RAM.

## Phần mềm
Ascend P6 được cài sẵn hệ điều hành Android 4.2.2 với công nghệ giao diện người dùng cảm xúc 1.6 của Huawei.

## Tiếp nhận
Các nhà phê bình và người hâm mộ đã ca ngợi điện thoại vì cấu hình, màn hình và vẻ đẹp chỉ mỏng 6.18mm; tuy nhiên, nó đã bị chỉ trích vì chất lượng âm thanh kém. Khách hàng cũng phàn nàn về hệ thống làm mát kém của điện thoại. 